# Vĩnh Lộc, Thanh Hóa
Vĩnh Lộc là xã thuộc tỉnh Thanh Hóa, Việt Nam.

## Địa lý
Thị trấn Vĩnh Lộc nằm ở phía tây huyện Vĩnh Lộc, dọc theo quốc lộ 45, có vị trí địa lý:
- Phía đông giáp xã Vĩnh Hòa
- Phía tây giáp huyện Yên Định
- Phía nam giáp xã Ninh Khang
- Phía bắc giáp các xã Vĩnh Long, Vĩnh Phúc và Vĩnh Tiến.

Thị trấn Vĩnh Lộc có diện tích 5,43 km², dân số năm 2018 là 7.547 người, mật độ dân số đạt 1.390 người/km².

## Lịch sử
Phần lớn địa bàn thị trấn Vĩnh Lộc hiện nay trước đây là xã Vĩnh Thành thuộc huyện Vĩnh Lộc.
Ngày 28 tháng 1 năm 1992, thành lập thị trấn Vĩnh Lộc, thị trấn huyện lỵ huyện Vĩnh Lộc trên cơ sở tách các làng: Thành Công, Thành Long của xã Vĩnh Thành, làng Bái Xuân của xã Vĩnh Phúc và làng Phương Giai của xã Vĩnh Tiến.
Đến năm 2018, thị trấn Vĩnh Lộc có diện tích 0,82 km², dân số là 2.642 người, mật độ dân số đạt 3.222 người/km². Xã Vĩnh Thành có diện tích 4,61 km², dân số là 4.955 người, mật độ dân số đạt 1.075 người/km².
Ngày 16 tháng 10 năm 2019, Ủy ban Thường vụ Quốc hội ban hành Nghị quyết số 786/NQ-UBTVQH14 về việc sắp xếp các đơn vị hành chính cấp xã thuộc tỉnh Thanh Hóa (nghị quyết có hiệu lực từ ngày 1 tháng 12 năm 2019). Theo đó, sáp nhập toàn bộ diện tích và dân số của xã Vĩnh Thành vào thị trấn Vĩnh Lộc.